# Shalë
Shalë es un municipio en el Distrito de Shkodër, Condado de Shkodër, al noroeste de Albania. Con una población de 3.215 habitantes (datos de 2001) El municipio se extiende en el curso alto del río Shalë, y parte de los montes Prokletije.
En este municipio se encuentra el Parque nacional de Thethi.

## Localidades
Existen once pequeñas localidades de montaña en el municipio:
| - Breg-Lumi - Abat - Nicaj-Shalë - Lekaj - Vuksanaj - Pecaj | - Theth - Ndërhysaj - Gimaj - Nen-Mavriq - Lotaj. |

## Galería de imágenes

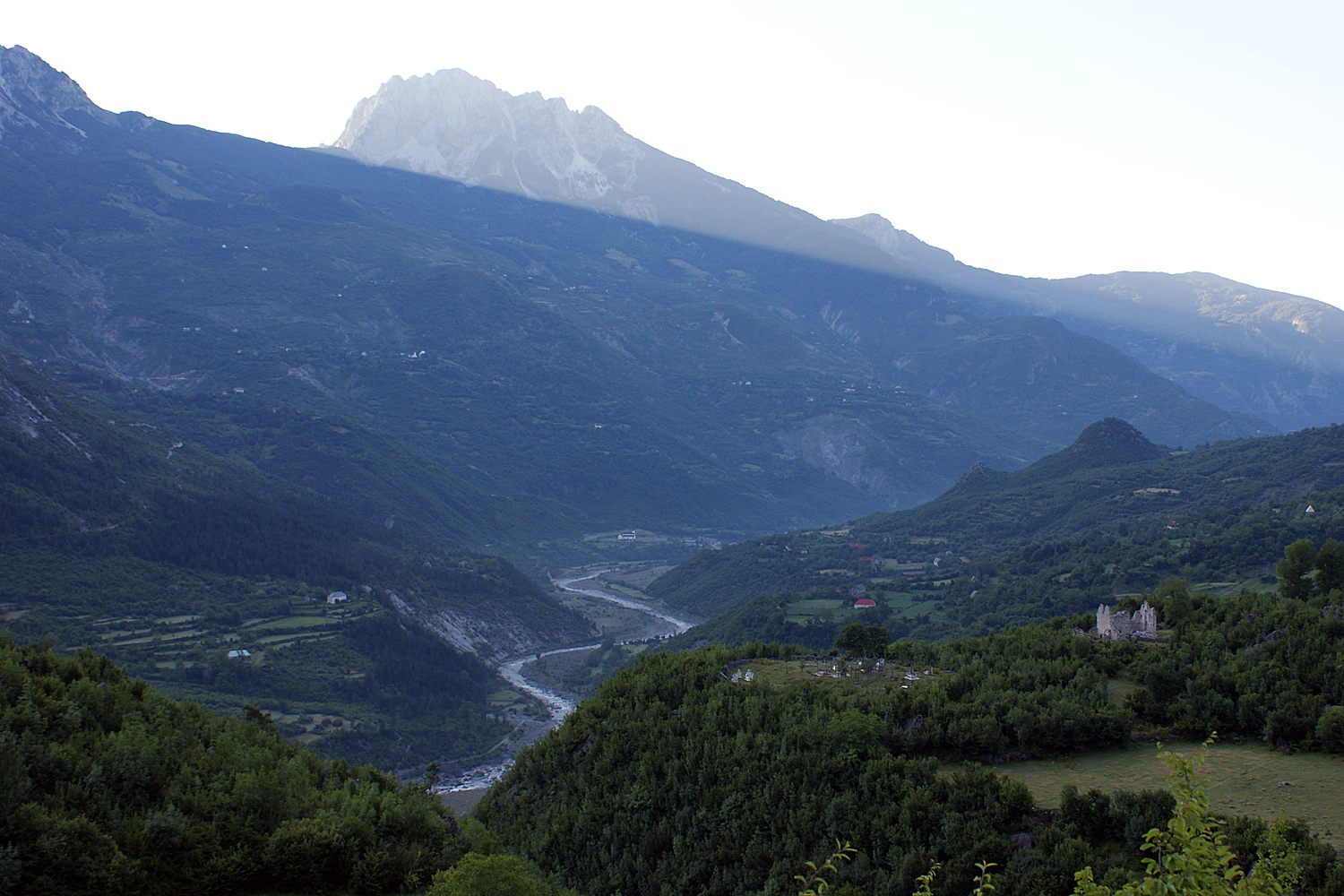
Valle de Shalë
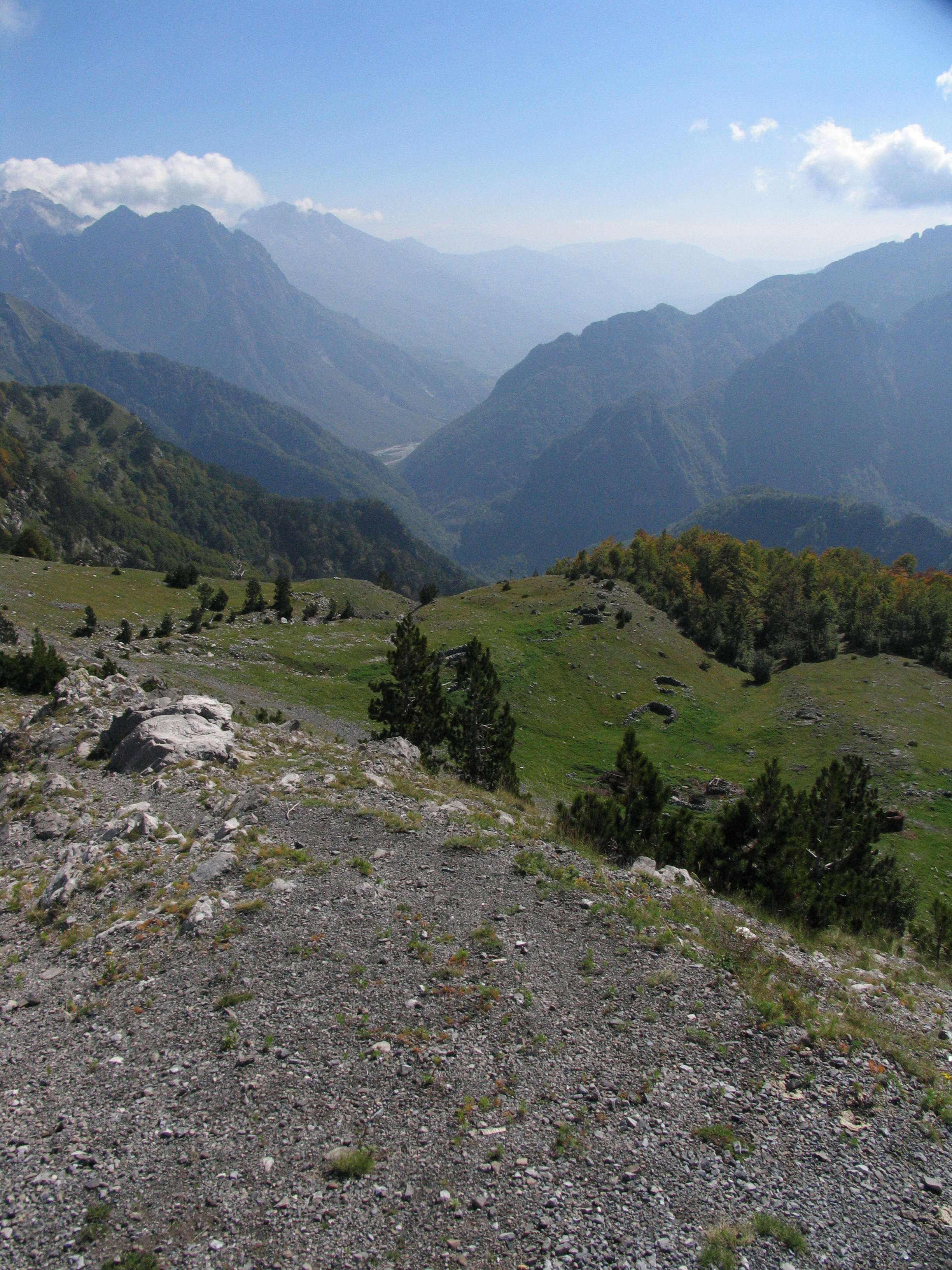
Valle del río Theth
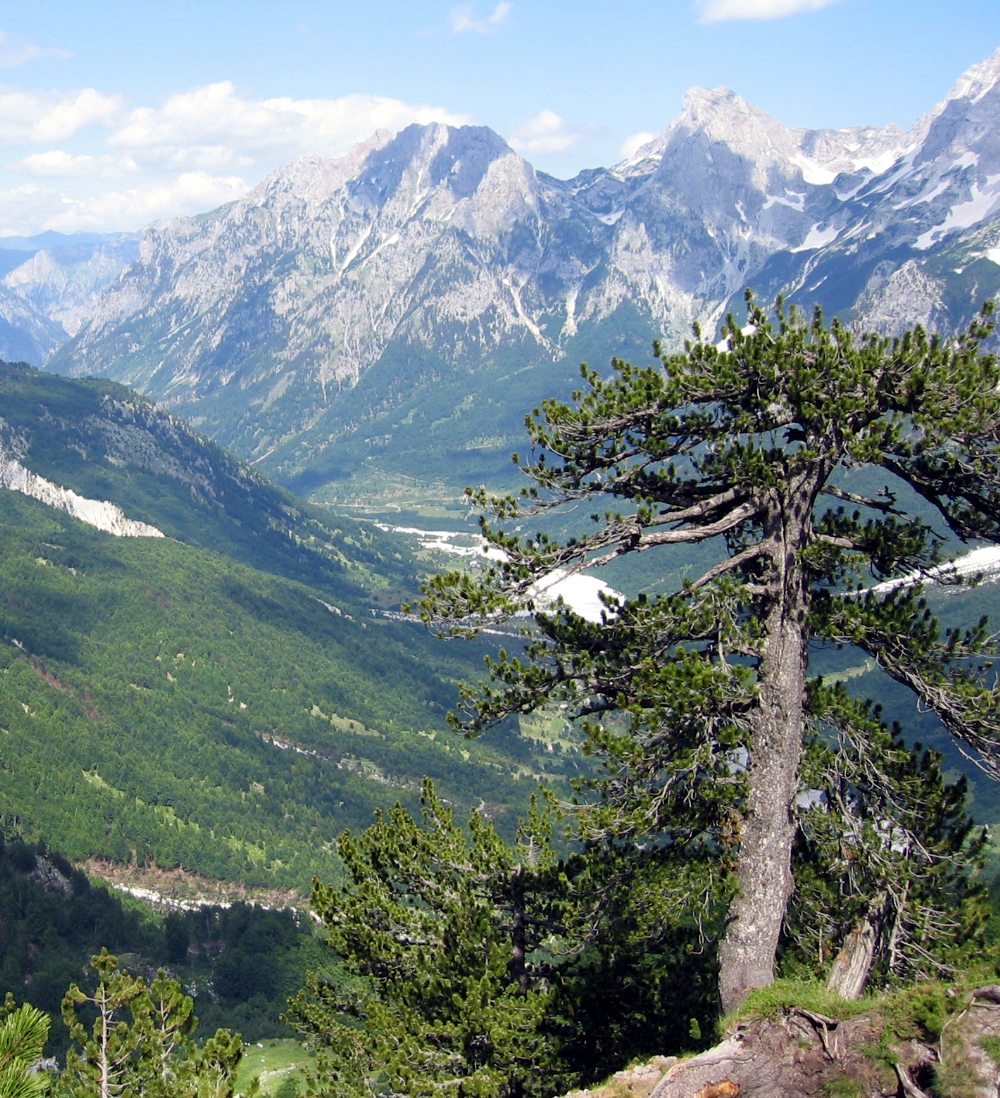
Valle del río Theth